# Ärkehertig Josefs villa, Rijeka
Ärkehertig Josefs villa (kroatiska: Vila nadvojvode Josipa, italienska: Villa dell'arciduca Giuseppe) är en kulturminnesmärkt villa och palats i Rijeka i Kroatien. Dess nuvarande utseende härrör från den omfattande rekonstruktionen och tillbyggnaden som genomfördes åren 1892–1895. Byggnaden är uppkallad efter den österrikiske ärkehertigen Josef (kusin till kejsar Frans Josef I) som tillsammans med sin maka Clotilde och sju barn levde i palatset i mer än två årtionden, från slutet av 1800-talet till sin död år 1905. 
Palatset är beläget i Nikola Hosts park (Park Nikola Hosta) strax öster om Guvernörspalatset i Rijekas centrala del. Sedan år 1926 är Rijekas statsarkiv inrymt i byggnaden.     

## Historik
På grund av oenighet med kusinen kejsar Frans Josef I tvingades ärkehertig Josef bosätta sig i den ungerska rikshalvan av dubbelmonarkin Österrike-Ungern. Han valde att då att bosätta sig i hamnstaden Rijeka (då känt under sitt italienska namn Fiume) och köpte där år 1881  en byggnad av den lokale patriciern Mihovil Androche.  Denna byggnad, ett enkelt sommarhus, hade ursprungligen uppförts i slutet av 1600-talet och var beläget på vad som då var landsbygd strax norr om de tidigare stadsmurarna. För att modernisera och anpassa byggnaden för egna behov lät ärkehertigen senare rekonstruera villan. För detta anlitades den lokale arkitekten Raffaello Culotti som åren 1892–1895 omformade byggnaden till ett representativt palats i historicistisk stil med tillhörande botanisk trädgård.

## Arkitektur
Ärkehertig Josefs villa har två våningar och bär stildrag från historicismen. Palatset har flera balkonger och verandor samt rikligt utarbetad frontfasad. Interiören inkluderar salonger, studierum, matsalar, badrum, sovrum och ett familjekapell med ett rikt utformat skulpturarbete. Den omgivande botaniska trädgården är utformad som en engelsk park.